# 超短周期惑星

かに座55番星eの想像図

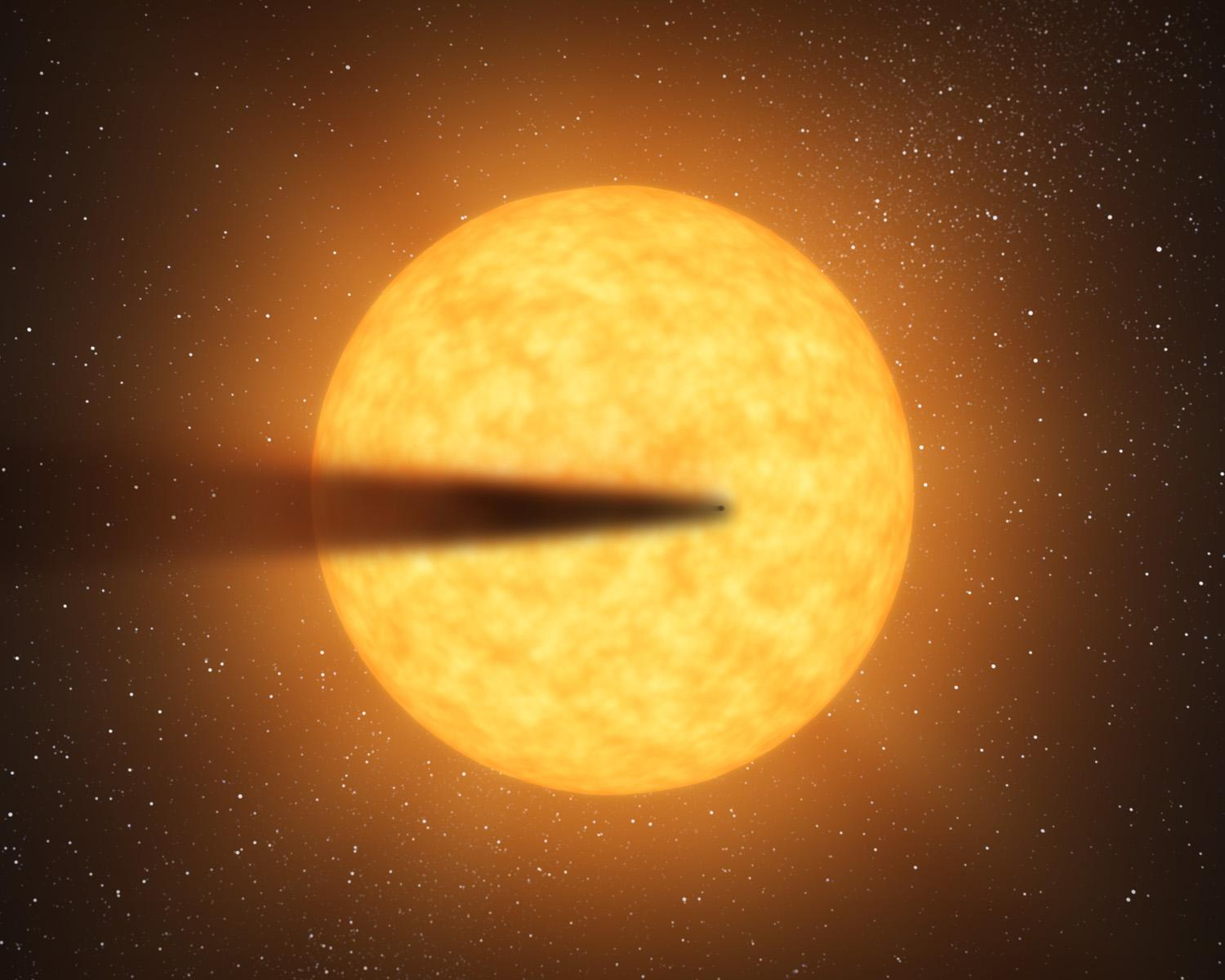
ケプラー1520bの想像図

超短周期惑星（英語: ultra-short period planet）とは、公転周期が1日未満の太陽系外惑星の一種であり、USPとも呼ばれる。このような主星に近い距離では、潮汐相互作用により、軌道と自転の進化が比較的急速になる。地球半径の2倍を超えるサイズのUSP惑星の数は多くない。太陽のようなG型の恒星の200個のうち約1個は、USP惑星を持っている。USP惑星の発生率は主星の質量に強く依存する。発生率は、M型矮星の（1.1±0.4）%からF型矮星の（0.15±0.05）%まで低下している。ほとんどのUSP惑星は、70%の岩石と30%の鉄が含まれる地球のような組成と一致しているように見えるが、K2-229bは密度が高く、より重い鉄の核が存在することを示唆している。WASP-47eとかに座55番星eは密度が低く、純粋な岩、または水（または他の揮発性物質）の層に囲まれた岩石・鉄の惑星と対応している。
ホット・ジュピターと地球型のUSP惑星の違いは、他の惑星の近さである。ホット・ジュピターは、公転周期または距離で2〜3倍以内に他の惑星が発見されるケースはめったにない。対照的に、地球型のUSP惑星には、ほとんどの場合、より長い公転周期を持つ他の惑星が存在している。隣接する惑星間の周期比は、それらの1つがUSP惑星である場合に大きくなる傾向があり、USP惑星が潮汐による軌道減衰を受け、現在でもそれが進行中の可能性があることを示唆している。USP惑星はまた、より公転周期の長い軌道にある惑星のペアよりも隣接する惑星との相互傾斜が高い傾向があり、USP惑星が軌道減衰に加えて傾斜励起を経験したことを示唆している。
公転周期が1日未満の巨大惑星がいくつか知られている。それらの惑星の存在頻度は、地球型のUSP惑星よりも少なくとも1桁低くなるとされる。
USP惑星は蒸発したホット・ジュピターの岩石の核であると提案されていたが、USP惑星の主星の金属量はホット・ジュピターの主星の金属量よりも低いため、USP惑星は蒸発したミニ・ネプチューンの核である可能性が高いとされている。